# Emperatriz Xiaoxianchun
La Emperatriz Xiaoxianchun (28 de marzo de 1712–8 de abril de 1748) fue la primera esposa del emperador Qianlong , de la dinastía Qing.
Xiaoxianchun nació en el clan manchú de los Fucha (富察). Su nombre real se desconoce. Fue la octava hija de Lirongbao (李榮保), supervisor de la provincia de Chahar.